# 나주 불회사 원진국사탑
나주 불회사 원진국사부도(羅州 佛會寺 圓眞國師浮屠)은 대한민국 전라남도 나주시 다도면 마산리에 있는 고려시대의 승탑이다. 2000년 6월 20일 전라남도의 유형문화재 제225호로 지정되었다.

## 개요
나주 불회사에 있는 원진국사의 묘탑이다.
원진국사(1171∼1221)는 13세에 승려가 되어 명산을 두루 돌아다니며 수도를 하기도 하였고, 왕의 부름으로 보경사의 주지가 되었다. 51세로 숨을 거두자 고종은 그를 국사(國師)로 예우하고, ‘원진’이라는 시호를 내리었다.
부도의 맨윗부분이 일부 없어졌으나 맨아래의 기단부와 그 위 몸돌이나 지붕돌의 보존상태는 양호하다. 앞면에는 부도의 주인공과 세운 시기를 알 수 있는 글씨가 새겨져 있다.
고려 충숙왕 4년(1317)에 세워진 이 부도는 조성 연대를 확실히 알 수 있으며 고려말 부도 양식 변천을 이해하는데 중요한 학술적·역사적 가치가 있다.

## 참고 자료
- 나주불회사원진국사부도 - 국가유산청 국가유산포털